# Rhodacanthis flaviceps
Rhodacanthis flaviceps е изчезнал вид птица от семейство Чинкови (Fringillidae).

## Разпространение
Видът е разпространен в САЩ.